# Nikolaj Kempf
Nikolaj Kempf, kartuzijan, teolog in mistik, * okoli 1416 Strasbourg, Francija, † 20. november 1497 Gaming, Avstrija.
Po študiju na dunajski univerzi se je okoli 1440 umaknil v kartuzijo Gaming, od koder je šel za priorja kartuzije v Jurkloštru (1447–1451). V Gaming se je vrnil kot prior za 7 let, 4 leta pa je bil tam kot navaden menih. Od 1462 do 1467 je bil eden prvih priorjev nove kartuzije v Pleterjah, od koder je šel spet v Jurklošter do leta 1490, ko se je vrnil v Gaming, kjer je 1497 umrl.
Je avtor številnih spisov, med najbolj znanimi pa sta De recto studiorum fine (O pravem namenu študija) in Theologia mystica (Mistična teologija). Je eden redkih srednjeveških teologov, ki so delovali na ozemlju današnje Slovenije in so se njihova dela ohranila.